# Heretycy Diuny
Heretycy Diuny – piąta część Kronik Diuny Franka Herberta, wydana w 1984 roku.

## Fabuła
Akcja rozgrywa się 1500 lat po śmierci imperatora Leto II. Władca ten nie cieszy się teraz dobrą sławą, zwany jest Tyranem. Nie ma Imperium, władzę nad ludzkością przejęły w praktyce Bene Gesserit, duże wpływy mają też Tleilaxanie. Wiele grup ludzkich skolonizowało nieznane dotychczas systemy planetarne, tworząc tzw. Rozproszenie. Grupą która powraca z Rozproszenia są Dostojne Matrony. Istnieją przesłanki, że uciekają one przed dysponującą ogromnymi możliwościami obcą inteligencją.
Dostojne Matrony próbują przejąć władzę nad Starym Imperium za pomocą swoich zdolności uwodzenia i zniewalania mężczyzn.  Budzi to sprzeciw Bene Gesserit, które namawiają przywódcę Tleilaxan, Waffa Entio, do wyjawienia tego co jego naród wie o najeźdźcach. Przez przypadek jedna z sióstr odkrywa że Tleilaxanie, ukrywający swą religię, są w rzeczywistości sufitami i czczą Leto II jako proroka, a czerwie jako jego wcielenie. Wykorzystują one Szienę - nastoletnią mieszkankę Rakis posiadającą kontrolę nad czerwiami, wychowaną przez Bene Gesserit, do podporządkowania sobie Waffa.
Pod koniec powieści Dostojne Matrony niszczą planetę Rakis. Z jej mieszkańców udaje się ocaleć tylko Szienie. Przeżywa też tylko jeden czerw, zabrany przez Bene Gesserit na statek kosmiczny